# Graafschap Champagne
Het graafschap Champagne is een historisch graafschap in de Noord-Franse regio Grand Est. De graven van Champagne regeerden de landstreek van 950 tot 1316. Formeel ontstond het graafschap aan het eind van de 11e eeuw uit het graafschap Troyes. Hugo I van Champagne was de eerste die officieel de titel "graaf van Champagne" voerde.
Toen Sancho VII van Navarra in 1234 kinderloos stierf, werd zijn neef, graaf Theobald IV van Champagne, tevens koning van Navarra. Zijn achterkleindochter Johanna I van Navarra trouwde in 1284 met de Franse koning Filips de Schone.  Daarmee werden voor de eerste maal de kronen van Frankrijk en Navarra verenigd. De stad Troyes moest haar rol van grafelijke hoofdstad overdragen aan Châlons-en-Champagne.
Na de dood van Filips de Schone in 1314 werd zijn zoon Lodewijk X koning en het graafschap Champagne werd met Frankrijk verenigd. De provincie Champagne werd, eeuwen later, bij de Franse Revolutie opgeheven. 
In de hoge middeleeuwen waren de jaarmarkten van Champagne de belangrijkste van Europa. De graven van Champagne bekleedden de belangrijke hoffunctie van sénéchal van Frankrijk.